# Ramularia stachydis
Ramularia stachydis är en svampart som först beskrevs av Giovanni Passerini, och fick sitt nu gällande namn av Caro Benigno Massalongo 1889. Ramularia stachydis ingår i släktet Ramularia och familjen Mycosphaerellaceae.   Inga underarter finns listade i Catalogue of Life.